# Mechthild Weber
Mechthild Weber (* 1960 in Essen) ist eine deutsche Politikerin (Bündnis 90/Die Grünen). Sie ist seit 2025 Abgeordnete der Hamburgischen Bürgerschaft.

## Leben
Weber absolvierte bereits als Jugendliche eine Gesangsausbildung an der Folkwang-Musikschule in Essen. Nach dem Abitur am Gymnasium Essen-Werden 1979 absolvierte sie ein Studium zur Opern- und Konzertsängerin und eine Ausbildung zur Krankenschwester. Von 1990 bis 1996 war sie als Krankenschwester im Albertinenhaus tätig. Sie ist als Sängerin und Gesangslehrerin freiberuflich tätig. Sie hat zwei Kinder und lebt in Hamburg-Volksdorf.
Weber ist seit 2021 Mitglied bei Bündnis 90/Die Grünen. Seit 2024 ist sie Kreisvorsitzende der Grünen im Bezirk Wandsbek.
Bei der Bürgerschaftswahl in Hamburg 2025 kandidierte sie im Wahlkreis Alstertal – Walddörfer. Nachdem Maryam Blumenthal ihr Mandat nicht angenommen hatte, rückte Weber für sie am 7. Mai 2025 in die Bürgerschaft nach.